# Spionaggio senza frontiere
Spionaggio senza frontiere (L'honorable Stanislas, agent secret) è un film del 1963 diretto da Jean-Charles Dudrumet.